# Jean-Jacques Uhrich
Jean-Jacques-Alexis Uhrich (* 15. Februar 1802 in Phalsbourg; † 9. Oktober 1886 in Paris) war ein französischer Offizier und General. Er war ein Großonkel des französischen Generals Maurice Gamelin.

## Leben

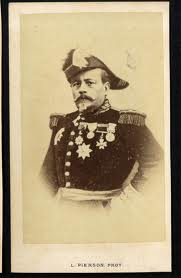

Uhrich trat 1820 in die französische Armee ein und gehörte dem ersten Jahrgang an der Militärschule Saint-Cyr (1818–1820) an. Bereits 1823 nahm er an der französischen Invasion in Spanien teil und war von 1834 an in Algerien stationiert. 1855 befehligte Uhrich während des Krimkriegs eine Brigade der französischen Garde bei der Belagerung von Sewastopol und war bereits vier Jahre später Befehlshaber einer Infanteriedivision während des Sardinischen Krieges. Für den Deutsch-Französischen Krieg wurde er aus dem Ruhestand zurück in den Dienst gerufen und zum Kommandanten der Festung Straßburg ernannt, die er während der Belagerung vom 15. August bis zum 28. September 1870 gegen die Deutschen verteidigte und nach Sinnloswerden des weiteren Widerstandes übergab, um eine Erstürmung und weitere Schäden und Todesfälle zu vermeiden. Zunächst ob seines zähen Widerstandes als Held gefeiert (die heutige Avenue Foch in Paris trug von 1870 bis 1872 seinen Namen), erhielt Uhrich 1872 seitens einer militärischen Untersuchungskommission einen Tadel für sein Verhalten und veröffentlichte daraufhin das Buch Documents relatifs au siége de Strasbourg. Sein Grab befindet sich auf dem Friedhof Père-Lachaise (50. Division) in Paris.

## Auszeichnungen
- Großkreuz der französischen Ehrenlegion
- Companion des britischen Order of the Bath